# Yangon Airways
Yangon Airways Limited (tiếng Miến Điện: ရန်ကုန်အဲယားေဝး) là một hãng hàng không Myanmar. Hãng này được thành lập năm 1996, là một liên doanh giữa Myanmar Airways và Công ty Krong-Sombat của Thái Lan. Năm 1997, MHE-Mayflower Company đã tiếp quản cổ phần của Krong-Sombat.

## Các tuyến điểm
Đến tháng 5 năm 2007, Yangon Airways có các chuyến bay theo lịch trình nối các tuyến sau sau:
- Myanmar
  - Bagan
  - Dawei
  - Heho
  - Kawthoung
  - Kyaing Tong
  - Mandalay
  - Myeik
  - Myitkyina
  - Naypyidaw
  - Tachileik
  - Yangon

## Đội tàu bay
Yangon Airways fleet có các tàu bay sau (thời điểm tháng 2 năm 2008):
- 2 ATR 72-212